# Zeitschrift für Ausländerrecht und Ausländerpolitik
Die Zeitschrift für Ausländerrecht und Ausländerpolitik (Abkürzung: ZAR) ist eine 10-mal jährlich erscheinende deutsche Fachzeitschrift für ausländerrechtliche und ausländerpolitische Fragen. Sie erscheint im Nomos Verlag in Baden-Baden. Der Herausgeberkreis besteht aus Richtern, Rechtsanwälten, Wissenschaftlern und Behördenmitarbeitern. Die erste Ausgabe erschien im Jahre 1981. Die Auflage beträgt 1.300 Exemplare.
In jedem zweiten Heft sind der ZAR die „Anwaltsnachrichten Ausländer- und Asylrecht“ (ANA-ZAR) der Arbeitsgemeinschaft Ausländer- und Asylrecht des Deutschen Anwaltvereins beigelegt, die jedoch nicht zum Inhalt der Zeitschrift gehören und auch nicht von der Redaktion der ZAR verantwortet werden.
Die Zeitschrift für Ausländerrecht und Ausländerpolitik veröffentlicht Abhandlungen und Gerichtsentscheidungen zu den Themenkreisen Menschenrechte, Freizügigkeitsrecht/EU, Aufenthaltsrecht (Ausländerrecht), Abschiebungshaftrecht, Staatsangehörigkeitsrecht, Arbeits- und Sozialrecht, Flüchtlingsrecht sowie entsprechende migrationspolitische Beiträge.
Die Auswahl der veröffentlichten Manuskripte spiegelt tendenziell eher eine konservativere Ansicht einer restriktiveren Rechtsprechung wider und bildet insofern einen Gegenpol zum tendenziell liberaleren Informationsbrief Ausländerrecht.